# سرور اکس.ارگ
سرور اکس. ارگ (به انگلیسی: X.Org Server) یک پیاده‌سازی از سامانه پنجره اکس است. این نرم‌افزار توسط بنیاد اکس. ارگ توسعه می‌یابد و فری‌دسکتاپ. ارگ میزبانی آن را بر عهده دارد. این نرم‌افزار انشعابی از اکس‌فری۸۶ است و امروزه پر استفاده‌ترین سرور اکس در سیستم‌عامل‌های شبه یونیکس خصوصاً لینوکس و انواع بی‌اس‌دی است. سرور اکس. ارگ یک نرم‌افزار آزاد است و تحت پروانه ام‌آی‌تی توسعه می‌یابد.